# تشاك سيسيل
تشاك سيسيل (بالإنجليزية: Chuck Cecil) هو لاعب كرة قدم أمريكية أمريكي، ولد في 8 نوفمبر 1964 في ريد بلوف في الولايات المتحدة.

## وصلات خارجية
- تشاك سيسيل على موقع مرجع كرة القدم المحترفة.كوم (الإنجليزية)